# Р. Л. Бърнсайд
Р. Л. Бърнсайд (на английски: R. L. Burnside) (всъщност Робърт Лий Бърнсайд, роден на 23 ноември 1926 г. близо до Оксфорд, Мисисипи, САЩ; † 1 септември 2005 г. в Мемфис, Тенеси) е американски блус певец, който става известен със своя прост, груб блус.

## Живот
Подобно на блус музиканта Фред Макдауъл, Бърнсайд е роден в северната делта на Мисисипи през 1926 г. Той се научава да свири на китара от Макдауъл, но също и от своите съседи Сон Хиблър, Рани Бърнет, Уили Томас и Джеси Вортис. Той също е силно повлиян от Джон Лий Хукър, Лайтнин Хопкинс и Мъди Уотърс. Бърнсайд живее в Чикаго и Мемфис, преди да се установи в родния си Мисисипи през 1959 г. и да отвори малък бар, където свири своя блус. Освен това продаваш домашно уиски и работеше като производител на памук.
Бърнсайд записва първата си плоча през 1966 г. на 40-годишна възраст след среща с колекционера на фолклор Джордж Мичъл. Първото му турне се провежда през 1979 г., също в Европа. През 1991 г. става професионален музикант и се отказва от работата си като земеделец. През 90-те години той също така е на турне с Бийсти Бойс и групата The Jon Spencer Blues Explosion. Той записва албума A Ass Pocket of Whisky с Джон Спенсър през 1996 г. През 1991 г. той е видян и чут в документалния филм Deep Blues на Робърт Муге. През 2001 г. получава наградата Living Blues за най-добър мъжки блус изпълнител. През 2004 г. той свири с North Mississippi Allstars на фестивала Bonnaroo. Концертът е издаден на CD. Той записва последния си албум, A Bothered Mind, през 2004 г. с дългогодишния си лейбъл Fat Possum Records.
Р. Л. Бърнсайд почива на 1 септември 2005 г. в болница „Св. Франсис“ в Мемфис от усложнения на инфаркт и байпас през 2004 г. Той е има от съпругата си Алис Мей, дванадесет деца и много внуци.

## Дискография
- 1993: Bad Luck City
- 1994: Too Bad Jim Living Blues Award 1995 Best Blues Album of 1994 (Traditional or Country Blues)
- 1994: Mississippi Delta Blues Vol. 2 – Blow My Blues Away
- 1996: A Ass Pocket of Whiskey [1]
- 1997: Mr. Wizard [1]
- 1997: Acoustic Stories [1]
- 1997: Mississippi Blues [1]
- 1997: Sound Machine Groove
- 1998: Rollin’ Tumblin’ [1]
- 1998: Come On In [1]
- 1999: My Black Name A-Ringin’ [1]
- 2000: Wish I Was in Heaven Sitting Down [1]
- 2000: Mississippi Hill Country Blues [1]
- 2001: Raw Electric 1979–1980
- 2001: Giants of Country Blues Guitar – Volume 2
- 2001: Well Well Well [1]
- 2001: Burnside on Burnside [1]
- 2003: Going Down South
- 2003: No Monkeys on This Train
- 2003: First Recordings [1]
- 2003: Burnside’s Darker Blues
- 2004: A Bothered Mind [1]
- 2010: The King Of Hill Country Blues: Rollin' & Tumblin' [1]
- 2017: Long Distance Call: Europe 1982' [1]
- 2021: Introducing R.L. Burnside' [1]